# Fiat Iveco 150
 (juillet 2022).
Si vous disposez d'ouvrages ou d'articles de référence ou si vous connaissez des sites web de qualité traitant du thème abordé ici, merci de compléter l'article en donnant les références utiles à sa vérifiabilité et en les liant à la section « Notes et références ».
Le Fiat-IVECO 150 est un camion polyvalent mi-lourd, porteur ou porteur avec remorques, fabriqué par le constructeur italien IVECO de 1976 à 1979.
Ce véhicule a complété l'offre de Fiat V.I. sous le Fiat 684 dont le PTAC était passé de 14 à 18 tonnes avec les nouvelles dispositions du code italien. Ce camion a été aussi assemblé en France, dans l'usine UNIC de Trappes et en Allemagne, pour le marché local, dans les ex usines Magirus-Deutz.
Cette série a connu un bon succès auprès des petits transporteurs, essentiellement dans le domaine du bâtiment et des travaux publics. Homologué en Italie et en Allemagne pour un PTAC de 15 tonnes en porteur 2 essieux, en Italie les carrossiers industriels lui ont ajouté un essieu autodirecteur à l'arrière pour porter son PTC à 20 tonnes conformément au code de la route italien. En France il a été commercialisé essentiellement pour le transport de colis volumineux et disposait d'un PTAC de 17 tonnes. 
En Italie, la première version 150.17 lancée en 1976 a été remplacée dès 1977 par la version 150.20 équipée du moteur diesel Fiat 8220.02 de 9,57 litres développant 201 ch DIN afin de permettre l'adjonction d'une remorque portant le PTRA à 25 tonnes dont la puissance minimale devait être de 200 ch DIN. Le code de la route italien impose un ratio de 8 ch/tonne depuis 1976.
Rappel des charges transportées autorisées par le code de la route italien apparu en 1976 :
- 18 t sur un 4x2 ou 4x4, 20 t pour un 4x2 de chantier homologué "MO - Mezzo d'Opera",
- 24 t pour un porteur 6x2,
- 30 t pour un 6x4 ou 6x6, 33 t pour un véhicule chantier homologué "MO - Mezzo d'Opera",
- 36 t pour un 8x4 ou 8x6, 40 t pour un véhicule de chantier "MO - Mezzo d'Opera",
- 44 t pour un train routier type 6x2/2 pour le porteur et idem pour la remorque, comme pour un semi-remorque avec un tracteur en 4x2 et 3 essieux dont un essieu simple auto-directionnel sur la semi.
- 56 t pour une semi homologuée chantier "MO - Mezzo d'Opera".

Ces capacités de transport sont assorties d'une contrainte : disposer d'une puissance de 8 ch par tonne transportée, d'où la fameuse barre des 352 ch pour respecter ce minimum 44 tonnes x 8 ch/t = 352 ch.
À partir de 1980, l'IVECO 159 est resté seul sur ce créneau du marché avant d'être remplacé par l'Iveco 160.

## Le Fiat-IVECO 150 en synthèse

### 1resérie1976-1977 - version 150.17
Cette première série se distingue par la marque FIAT au centre du véhicule, au-dessus de la calandre et le logo IVECO "I" au centre de la calandre. La cabine est de type "H".
Le moteur est le très robuste 6 cylindres en ligne Fiat 8360-03 de 8 101 cm3 de cylindrée développant 169 ch DIN à 2 600 tr/min. En France, pays où la puissance n'a jamais été un vrai critère, cette version a largement été commercialisée sous le label Unic 150 jusqu'en 1979 alors qu'en Italie, elle a été remplacée par la version 150.20 dès 1977.
Le véhicule a été homologué en France avec un PTAC de 16 tonnes mais ramené à 15,95 tonnes pour éviter la taxe poids lourds et un PTRA de 27,5 tonnes en semi-remorque

### 2de série 1977-1979 - version 150.20
Cette seconde série a été produite essentiellement pour le marché italien qui impose une puissance de 8 ch/tonne. Le camion, homologué pour tracter une remorque ou semi-remorque et atteindre un PTRA de 25 tonnes devait impérativement disposer de 200 chevaux. Les versions UNIC et Magirus ont également été commercialisées mais sans connaître le succès du 150.17 qui est resté au catalogue. La cabine n'a pas changé, type "H" basculante.
Le moteur est le fameux et très robuste 6 cylindres en ligne Fiat 8220-02 de 9 572 cm3 de cylindrée développant 201 ch DIN à 2 600 tr/min. 

## Série mi-lourde 150
| Modèle                                  | Années de production | Type moteur                   | Cylindrée cm3 | Puissance ch DIN | PTC en tonnes |
| --------------------------------------- | -------------------- | ----------------------------- | ------------- | ---------------- | ------------- |
| Fiat-IVECO 150.17 NC - NR & NT (Italie) | 1976 - 1977          | Fiat 8360-03                  | 8.101         | 169              | 15,0 - 21,0   |
| Fiat-IVECO 150.20 NC - NR & NT (Italie) | 1977 - 1979          | Fiat 8220-02                  | 9.572         | 201              | 15,0 - 25,0   |
| Unic-IVECO 150.17                       | 1976 - 1980          | Fiat 8360-03                  | 8.101         | 201              | 15,95 - 27,5  |
| Unic-IVECO 150.20                       | 1977 - 1980          | Fiat 8220-02                  | 9.572         | 201              | 15,95 - 27,5  |
| Magirus-IVECO 150.17                    | 1976 - 1980          | Fiat 8360-03                  | 8.101         | 169              | 14,5 - 24,0   |
| Magirus-IVECO 150.20                    | 1977 - 1980          | Fiat 8220-02                  | 8.101         | 169              | 14,5 - 24,0   |
| Unic-IVECO 159 U 17 (France uniquement) | 1977 - 1983          | Fiat 8220-02                  | 9.572         | 177              | 16,0 - 28,0   |
| IVECO 159 F 20                          | 1977 - 1983          | Fiat 8220-02                  | 9.572         | 201              | 16,0 - 28,0   |
| IVECO 159 F 24                          | 1981 - 1983          | Fiat 8220-22                  | 9.572         | 240              | 16,0 - 28,0   |
| Fiat-IVECO 150 Turbo Argentina          | 1986 - 1996          | Fiat 8060.25.A.595            | 5.861         | 210              | 18,0 - 40,0   |
| IVECO 160                               | 1983 - 1990          | Fiat 8220-02                  | 9.572         | 240              | 18,0 - 40,0   |
| IVECO Eurocargo                         | 1990 - 2010          | Fiat 8060.45B / FPT F4AE0681D | 5.861 / 5.880 | 210 / 250        | 18,0 - 40,0   |